# هنري فيرينغ
هنري فيرينغ (بالإنجليزية: Henry Eyring)‏ هو عالم أمريكي في مجال كيمياء ولد في 20 فبراير 1901 في ولاية شيواوا, المكسيك، اشتهر بعمله في نظرية تحول الحالة حائز على جائزة قلادة العلوم الوطنية الأمريكية.

## وصلات خارجية
- هنري فيرينغ على موقع الموسوعة البريطانية (الإنجليزية)

- الموقع الرسمي لجائزة قلادة العلوم الوطنية الأمريكية